# Hubertus Colpaert
Hubertus Colpaert (São Paulo, 1901 – São Paulo, 16 de janeiro de 1957) foi um engenheiro metalurgista brasileiro.
Filho do belga Alfredo Colpaert e Martha Seidel, austríaca. Seu pai era topógrafo e instalou-se no Brasil no final do século XIX.

## Obras
- Metalografia dos Produtos Siderúrgicos Comuns. Edgard Blücher, 4ª Edição.